# بارتنسلبن
بارتنسلبن (به آلمانی: Bartensleben) یک روستا در آلمان است که در رکسلبن (بورده) واقع شده‌است. بارتنسلبن ۳۴۴ نفر جمعیت دارد.